# Tre colonne in cronaca
Tre colonne in cronaca è un film italiano del 1990 diretto da Carlo Vanzina, liberamente tratto dall'omonimo romanzo di Corrado Augias e Daniela Pasti.

## Trama
L'onorevole Spanò è intenzionato a impadronirsi di un giornale politicamente a lui avverso. L'uomo si serve di un terrorista libanese, Bassouri, e di un cinico uomo d'affari, Gaetano Leporino, per raggiungere il suo scopo.
Il terrorista arabo riceve l'incarico di uccidere un agente di borsa, il misfatto innesca una serie di ricatti e sotterfugi con cui i poteri forti che gravitano intorno al quotidiano cercano di ottenere la supremazia.
A un vice questore e a un coraggioso giornalista spetta il compito di far luce su tutta la vicenda, ma l'uomo politico, con abili e spregiudicate mosse, riesce a mettere il bavaglio a tutta l'inchiesta.

## Accoglienza

### Critica
(Lietta Tornabuoni)

## Riconoscimenti
- 1990 – David di Donatello
  - Miglior attore non protagonista a Sergio Castellitto

- 1990 – Ciak d'oro
  - Miglior attore non protagonista a Sergio Castellitto[2]